# Jurica Draušnik
Jurica Draušnik (Zagreb, 15. kolovoza 1910. — 1982.), hrvatski političar i visoki dužnosnik, pripadnik pokreta otpora u Drugome svjetskom ratu i gospodarstvenik

## Životopis
Rodio se je u Zagrebu. U rodnom je gradu završio osnovnu školu, gimnaziju i trgovačku akademiju. Učlanio se je u HSS. Napredovao je u politici i upravi te je došao do položaja načelnika općine Vrapča. Dužnost je obnašao na tom položaju kad je pala Jugoslavija i uspostavljena NDH. Godine 1942. otišao je u partizane na Žumberak. U pokretu otpora obnašao je rukovodeće dužnosti. Bio je članom ZAVNOH-a i AVNOJ-a.
Poslije rata je na visokim dužnostima. Ministar socijalne politike u prvoj Narodnoj vladi Federalne Hrvatske koju je sastavio mandatar Vladimir Bakarić, Predsjedništvo ZAVNOH-a odobrilo i predsjednik ZAVNOH-a Vladimir Nazor proglasio.:1016. Draušnik je u Vladu ušao kao pripadnik skupine HSS-ovaca u kojoj su još bili Franjo Gaži, Tomo Ciković, Aleksandar Koharović i Ante Vrkljan.:1017. Bio je u republičkom sekretarijatu socijalne skrbi, zatim ministar odnosno sekretar trgovine i opskrbe te prometa i lake industrije. Obnašao je dužnost potpredsjednika grada Zagreba u doba kad je gradom predsjedao Većeslav Holjevac. Tada je Draušniku većina poslovnih zadaća bila u svezi s gospodarstvenom problematikom i izgradnjom grada. Pamti ga se kao voditelja izgradnje novog Zagrebačkog velesajma 1956. u Novom Zagrebu te Termoelektrane Zagreb II 1959. godine.
Iste je godine nakon izgradnje te TE došao u Ingru na mjestu generalnog direktora. Opće je uvjerenje da je Draušnik bio ključnim u organiziranju i stvaranju Ingre kao respektabilne izvozne poslovne zajednice. Zbog njegova političkog zaleđa imao je otvoren pristup svim političkim krugovima, a uz to je bio otvoren, neposredan, srdačan, velike radne energije što je poduzeću priskrbilo uvjete uspješna, brza i velika rada i rasta. Umirovio se je 1967. godine.